# STS-27
STS-51-J (Space Transportation System-51J) var Atlantis 3. rumfærge-flyvning.
Opsendt 2. december 1988 og vendte tilbage den 6. december 1988. Det var den 21. rumfærge mission.
Mission for Forsvarsministeriet, USA (DoD), missionens formål var der derfor hemmelig.
Der var store skader rumfærgens varmeskjold, sandsynligvis langt mere omfattende end de skader der senere forårsagede Columbia-ulykken.

## Besætning
- Robert Gibson (kaptajn)
- Guy Gardner (pilot)
- Richard Mullane (missionsspecialist)
- Jerry Ross (missionsspecialist)
- William Shepherd (missionsspecialist)

## Missionen
Det var en rumfærgemission totalt dedikeret til Forsvarsministeriet (DoD (engelsk):Department of Defense). Lasten var klassificeret, men det meddeltes at radar-satellitten Lacrosse-1 blev opsendt og sat i kredsløb. Lacrosse er en Spionsatellit og har flere navne: Lacrosse 3000, USA 34 og 19671.
Under opsendelsen blev det beskyttende varmeskjold ramt af noget nedfald fra den eksterne tank. Besætningen blev bedt om at benytte rumfærgens robotarm til at fotografere færgens yderside og sende billederne til undersøgelse på jorden. Fordi missionen var af militær art skulle data krypteres, krypteringen forringede billedkvaliteten. På jorden troede man at den dårlige billedkvalitet var skyld i nogle store hvide pletter, CAPCOM gav astronauterne besked om der ikke var noget problem. Astronauterne der selv kunne se skaden var ret bekymrede, men valgte ikke at diskutere skadens omfang yderligere. Først da rumfærgen landede forstod man hvor stor skaden var, missionen kunne have endt i en katastrofe.
- Atlantis opsendelse
- En NRO Lacrosse satellit.
- Skader på varmeskjoldet, cirka 700 kakler havde taget skade.
- Billedet viser en manglende kakkel.

Hovedartikler: